# Jan Loth
Jan Tadeusz Loth (Warschau, 31 augustus 1900 – Otwock, 7 juni 1933) was een Pools voetballer, die zowel als doelman en als aanvaller speelde. Hij was ook actief als atleet; in deze sporttak haalde hij onder meer een nationaal record op de 4 x 400 m estafette.

## Loopbaan
Loth speelde vijf wedstrijden voor het Pools voetbalelftal, driemaal als doelman en tweemaal als aanvaller. Hij maakte zijn debuut voor dit elftal tijdens de eerste officiële wedstrijd voor het land. Deze vond plaats op 18 december 1921 tegen Hongarije. Hij maakte tevens deel uit van de Poolse selectie voor de Olympische Zomerspelen 1924, maar speelde hier geen enkele wedstrijd.
In 1933 overleed Loth, op 32-jarige leeftijd, aan de gevolgen van tuberculose.
| Interlands van Jan Loth         | Interlands van Jan Loth         | Interlands van Jan Loth         | Interlands van Jan Loth         | Interlands van Jan Loth         | Interlands van Jan Loth         | Interlands van Jan Loth         |
| №                               | Datum                           | Wedstrijd                       | Uitslag                         | Soort wedstrijd                 | Doelpunten                      |                                 |
| Als speler bij Polonia Warschau | Als speler bij Polonia Warschau | Als speler bij Polonia Warschau | Als speler bij Polonia Warschau | Als speler bij Polonia Warschau | Als speler bij Polonia Warschau | Als speler bij Polonia Warschau |
| ------------------------------- | ------------------------------- | ------------------------------- | ------------------------------- | ------------------------------- | ------------------------------- | ------------------------------- |
| 1.                              | 18 december 1921                | Hongarije – Polen               | 1 – 0                           | Vriendschappelijk               | 0                               |                                 |
| 2.                              | 14 mei 1922                     | Polen – Hongarije               | 0 – 3                           | Vriendschappelijk               | 0                               |                                 |
| 3.                              | 2 september 1923                | Polen – Roemenië                | 1 – 1                           | Vriendschappelijk               | 0                               |                                 |
| 4.                              | 29 juni 1924                    | Polen – Turkije                 | 2 – 0                           | Vriendschappelijk               | 0                               |                                 |
| 5.                              | 10 augustus 1924                | Polen – Finland                 | 1 – 0                           | Vriendschappelijk               | 0                               |                                 |